# Булатов Володимир Семенович
Володимир Семенович Булатов (нар. 7 січня 1910, місто Кострома, тепер Костромської області, Російська Федерація — 1999) — радянський партійний діяч, 1-й секретар Кримського обкому ВКП(б). Член Центральної Ревізійної Комісії ВКП(б) у 1939—1952 р. Депутат Верховної Ради СРСР 1-го скликання (з 1940 року).

## Біографія
Народився в родині робітника водника-штурвальника. У 1923 році закінчив чотири класи міського училища в місті Костромі. У 1924 році вступив до комсомолу.
У жовтні — листопаді 1925 р. — розсильний Всесоюзного нафтового синдикату ВРНГ СРСР в місті Самарі. У грудні 1925 — грудні 1926 р. — учень кочегара на пароплавах «Сенгілей» і «Бабушка» Самарського районного управління річкового транспорту. У січні — квітні 1927 р. — слухач курсів кочегарів при Самарській школі фабрично-заводського навчання. У травні 1927 — квітні 1929 р. — кочегар на пароплаві «Бабушка». У травні — жовтні 1929 р. — мастильник пароплава «Владимир» Волзького державного річкового пароплавства у місті Нижньому Новгороді.
У листопаді 1929 — березні 1930 р. — секретар комітету ВЛКСМ Сталінградського затону Волзького державного річкового пароплавства. У квітні — листопаді 1930 р. — мастильник пароплава «Фелікс Дзержинський» Волзького державного річкового пароплавства у місті Нижньому Новгороді.
Член ВКП(б) з серпня 1930 року.
У грудні 1930 — лютому 1931 р. — секретар комітету ВЛКСМ Саратовського затону Волзького державного річкового пароплавства. У березні — квітні 1931 р. — студент Балаковського технікуму водних шляхів сполучення. У травні — жовтні 1931 р. — помічник механіка пароплава «Суперник» Волзького державного річкового пароплавства у місті Нижньому Новгороді. У листопаді 1931 — серпні 1933 р. — студент Балаковського технікуму водних шляхів сполучення, закінчив два курси.
У вересні 1933 — квітні 1934 р. — інспектор Середньо-Волзької крайової Контрольної Комісії ВКП(б) — Робітничо-Селянської інспекції.
У травні 1934 — січні 1935 р. — секретар Абдулинського районного комітету ВЛКСМ Середньо-Волзького краю. У лютому 1935 — серпні 1937 р. — секретар Ілецького районного комітету ВЛКСМ Оренбурзької області. У вересні — жовтні 1937 р. — 2-й секретар Ілецького районного комітету ВКП(б) Оренбурзької області. У листопаді 1937 — липні 1938 р. — 2-й секретар Оренбурзького обласного комітету ВЛКСМ.
У серпні 1938 — січні 1939 р. — 1-й секретар Бузулуцького районного комітету ВКП(б) Оренбурзької області. У січні 1939 року — відповідальний організатор відділу керівних партійних органів ЦК ВКП(б) у Москві.
У січні 1939 — травні 1944 р. — 1-й секретар Кримського обласного комітету ВКП(б). З червня 1941 року до травня 1944 року працював у місті Сочі Краснодарського краю.
Учасник німецько-радянської війни з 1941 року. У червні 1941 — липні 1942 р. — член Військової ради Чорноморського флоту. У квітні — серпні 1942 р. — член Військової ради Кримського фронту. У листопаді 1942 — травні 1944 р. — уповноважений Центрального штабу партизанського руху по Кримській АРСР, начальник Кримського штабу партизанського руху.
У травні — липні 1944 р. — в резерві ЦК ВКП(б) у Москві. У липні 1944 — жовтні 1946 р. — заступник начальника управління Середньо-Волзького річкового пароплавства у місті Куйбишеві.
У жовтні 1946 — серпні 1949 р. — слухач Вищої партійної школи при ЦК ВКП(б) у Москві.
У вересні 1949 — лютому 1955 р. — заступник начальника по портам і пристаням управління Волзького вантажного річкового пароплавства у місті Куйбишеві. У лютому 1955 — березні 1958 р. — заступник начальника управління Куйбишевського лінійного пароплавства. У березні 1958 — червні 1959 р. — заступник начальника Куйбишевського лінійного пароплавства по експлуатації, одночасно у березні 1958 — листопаді 1961 р. — начальник Ставропольського-на-Волзі річного порту в Куйбишевській області.
У листопаді 1961 — квітні 1963 р. — заступник начальника управління пароплавства «Волготанкер» у місті Куйбишеві. У травні 1963 — квітні 1973 р. — начальник Куйбишевського річного порту в Куйбишевській області. У квітні — вересні 1973 р. — на пенсії. З вересня 1973 року — заступник начальника нафтоконтори управління пароплавства «Волготанкер» у місті Куйбишеві.
Потім — персональний пенсіонер союзного значення у місті Куйбишеві (Самарі).

## Звання
- бригадний комісар
- капітан I рангу (1951)

## Нагороди
- орден Жовтневої Революції
- орден Трудового Червоного Прапора
- орден Вітчизняної війни 1-го ст.
- орден Вітчизняної війни 2-го ст. (6.04.1985)
- ордени
- медалі